# (36604) 2000 QP142
2000 QP142 (asteroide 36604) é um asteroide da cintura principal. Possui uma excentricidade de 0.13957260 e uma inclinação de 3.53602º.
Este asteroide foi descoberto no dia 31 de agosto de 2000 por LINEAR em Socorro.